# José Pilar Reyes
José Pilar Reyes (Aguascalientes, 12 ottobre 1955) è un ex calciatore messicano, di ruolo portiere.

## Carriera
Con la Nazionale messicana ha preso parte al campionato del mondo 1978, tenutosi in Argentina.